# Tyler Clary
Scott Tyler Clary (Redlands, 12 marzo 1989) è un ex nuotatore statunitense.

## Palmarès
- Giochi olimpici

Londra 2012: oro nei 200m dorso.
- Mondiali

Roma 2009: argento nei 400m misti.
Shanghai 2011: argento nei 400m misti e bronzo nei 200m dorso.
Barcellona 2013: bronzo nei 200m dorso.
- Mondiali in vasca corta

Dubai 2010: argento nei 200m dorso, bronzo nei 200m misti e nei 400m misti.
Doha 2014: oro nella 4x200m sl.
- Giochi PanPacifici

Irvine 2010: argento nei 200m dorso e nei 200m misti e nei 400m misti.
Gold Coast 2014: oro nei 200m dorso, argento nei 400m misti e bronzo nei 200m farfalla.
- Giochi panamericani

Rio de Janeiro 2007: argento nei 200m dorso.

## Riconoscimenti
- American Swimmer of the Year: 2014